# Eleição municipal de Contagem em 2004
A eleição municipal de Contagem em 2004 ocorreu no dia 3 de outubro, dia do primeiro turno. Elas decidiram os mandatários dos cargos executivos de prefeito e vice-prefeito, além das vagas de vereadores para a administração do município brasileiro de Contagem. Caso o candidato a cargo majoritário não alcance a maioria absoluta dos votos válidos, haverá um novo escrutínio no dia 26 de outubro. O prefeito e o vice-prefeito eleitos assumirão os cargos no dia 1 de janeiro de 2005 e seus mandatos terminarão em dia 31 de dezembro de 2008, bem como os vereadores. O atual prefeito é Ademir Lucas, do PSDB, que concorreu, mas não venceu, a reeleição.

## Candidaturas

### PT
O partido do governo federal, o PT, lançará pela segunda vez (a primeira foi em 1996) a concorrência da prefeitura, Marília Campos.

### PSDB
O prefeito Ademir Lucas concorrerá a reeleição, sendo lançado pela terceira vez consecutiva (1996, 2000 e agora 2004), que já foi eleito em duas oportunidades, em 1988 e em 2000, Ademir busca agora o seu terceiro e último mandato.

### PMDB
O partido do ex prefeito e figura bastante importante em Contagem, Newton Cardoso, lançará para a prefeitura a esposa de Newton Cardoso, Maria Lúcia Cardoso.

### PSTU
O único partido de extrema esquerda em Contagem, o PSTU, lançará para a prefeitura, Israel Pinheiro.

## Eleitorado
O eleitorado foi composto por 381.743 eleitores. Com 1.077 urnas apuradas, foram registrados 307.199  votos válidos, 13.486 votos brancos, 10.750 votos nulos e 50.308 abstenções.

## Resultado do 1º Turno
Haverá segundo turno entre Ademir Lucas do PSDB e Marília Campos do PT.
| Partido                                                                | Partido         | Candidato           | Votos   | Votos (%) |
| ---------------------------------------------------------------------- | --------------- | ------------------- | ------- | --------- |
|                                                                        | PSDB            | Ademir Lucas        | 127 175 | 38,37%    |
|                                                                        | PT              | Marília Campos      | 120 693 | 36,42%    |
|                                                                        | PMDB            | Maria Lúcia Cardoso | 52 302  | 15,78%    |
|                                                                        | PSTU            | Israel Pinheiro     | 1 958   | 0,59%     |
| Totais                                                                 | Totais          | Totais              | 302 128 |           |
| Votos em Branco                                                        | Votos em Branco | Votos em Branco     | 10 546  | 3,18%     |
| Votos Nulos                                                            | Votos Nulos     | Votos Nulos         | 18 761  | 5,66%     |
| Fonte: http://eventos.noticias.uol.com.br/eleicoes/MG/index-43710.html |                 |                     |         |           |

## Resultado do 2º Turno
Marília Campos, do PT, consegue mais votos do que o prefeito candidato Ademir Lucas, do PSDB, que havia ficado em primeiro lugar no 1º turno.
| Partido                                                                | Partido         | Candidato       | Votos   | Votos (%) |
| ---------------------------------------------------------------------- | --------------- | --------------- | ------- | --------- |
|                                                                        | PT              | Marília Campos  | 183 515 | 56,81%    |
|                                                                        | PSDB            | Ademir Lucas    | 123 831 | 38,34%    |
| Totais                                                                 | Totais          | Totais          | 307 346 |           |
| Votos em Branco                                                        | Votos em Branco | Votos em Branco | 5 149   | 1,59%     |
| Votos Nulos                                                            | Votos Nulos     | Votos Nulos     | 10 522  | 3,26%     |
| Fonte: http://eventos.noticias.uol.com.br/eleicoes/MG/index-43710.html |                 |                 |         |           |

## Vereadores eleitos
| Vereadores Eleitos em Contagem em 2004 | Vereadores Eleitos em Contagem em 2004 | Vereadores Eleitos em Contagem em 2004 | Vereadores Eleitos em Contagem em 2004 | Vereadores Eleitos em Contagem em 2004 | Vereadores Eleitos em Contagem em 2004 |
| Candidato                              | Número                                 | Partido                                | Votos                                  | Porcentagem                            |                                        |
| -------------------------------------- | -------------------------------------- | -------------------------------------- | -------------------------------------- | -------------------------------------- | -------------------------------------- |
| Arnaldo de Oliveira                    | 45230                                  | PSDB                                   | 7.563                                  | 2,46%                                  |                                        |
| Maria José Chiodi                      | 28123                                  | PRTB                                   | 6.255                                  | 2,04%                                  |                                        |
| Avair Gordo do Riachinho               | 40633                                  | PSB                                    | 5.248                                  | 1,71%                                  |                                        |
| Dimas Fonseca                          | 11456                                  | PP                                     | 4.839                                  | 1,58%                                  |                                        |
| Maria Lúcia Guedes                     | 11667                                  | PP                                     | 4.835                                  | 1,57%                                  |                                        |
| Joaquim da Loja                        | 45123                                  | PSDB                                   | 4.262                                  | 1,39%                                  |                                        |
| Professor Carlinhos                    | 11211                                  | PP                                     | 4.040                                  | 1,32%                                  |                                        |
| Pastor Silva                           | 45456                                  | PSDB                                   | 4.035                                  | 1,31%                                  |                                        |
| Pastor Ronaldo Soares                  | 33456                                  | PMN                                    | 3.018                                  | 1,30%                                  |                                        |
| Ciro Campos                            | 33456                                  | PSDB                                   | 3.994                                  | 1,30%                                  |                                        |
| Jander Filaretti                       | 25127                                  | PFL                                    | 3.719                                  | 1,21%                                  |                                        |
| Carlin                                 | 3.668                                  | PCdoB                                  | 3.668                                  | 1,19%                                  |                                        |
| William do Barreiro                    | 40600                                  | PSB                                    | 2.860                                  | 0,93%                                  |                                        |
| Gueber Ferreira                        | 25123                                  | PFL                                    | 2.860                                  | 0,93%                                  |                                        |
| Teteco                                 | 55234                                  | PMDB                                   | 2.852                                  | 0,93%                                  |                                        |
| Irineu da Funec                        | 25127                                  | PSDC                                   | 3.719                                  | 0,92%                                  |                                        |
| Kawlpter Prates                        | 13800                                  | PT                                     | 2.658                                  | 0,87%                                  |                                        |
| Canarinho                              | 27123                                  | PSDC                                   | 2.208                                  | 0,72%                                  |                                        |
| Letícia da Penha                       | 13666                                  | PT                                     | 2.175                                  | 0,71%                                  |                                        |
| Lucas Cardoso                          | 20690                                  | PRONA                                  | 1.949                                  | 0,63%                                  |                                        |